# Utetes wauanicus
Utetes wauanicus är en stekelart som först beskrevs av Fischer 1995.  Utetes wauanicus ingår i släktet Utetes och familjen bracksteklar. Inga underarter finns listade i Catalogue of Life.